# Сакухо
Сакухо (яп. 佐久穂町 Сакухо-мати) — посёлок в Японии, находящийся в уезде Минамисаку префектуры Нагано. Площадь посёлка составляет 188,13 км², население — 11 464 человека (1 августа 2014), плотность населения — 60,94 чел./км².

## Географическое положение
Посёлок расположен на острове Хонсю в префектуре Нагано региона Тюбу. С ним граничат города Саку, Тино, посёлок Коуми и сёла Китааики, Наммоку, Уэно.

## Население
Население посёлка составляет 11 464 человека (1 августа 2014), а плотность — 60,94 чел./км². Изменение численности населения с 1980 по 2005 годы:
| 1980 | 14 228 чел. |  |
| 1985 | 14 074 чел. |  |
| 1990 | 13 842 чел. |  |
| 1995 | 13 740 чел. |  |
| 2000 | 13 622 чел. |  |
| 2005 | 12 980 чел. |  |